# Ariane (Förderprogramm)
Ariane war eines von drei Förderprogrammen der EU der ersten Generation auf dem Gebiet der Kultur (die anderen waren Raphael und Kaleidoskop). Das Programm bezuschusste Projekte im Bereich "Buch und Lesen". Grundlage war der Beschluss Nr. 2085/97/EG des Europäischen Parlamentes und des Rates vom 6. Oktober 1997. Der Finanzrahmen für Ariane betrug 7 Millionen ECU. Aus dem Programm Ariane wurden über die zweijährige Laufzeit (1997–1998) insgesamt 488 Projekte mit durchschnittlich 8500 ECU gefördert. Dabei betrug der Fördersatz, da die EU nach den europäischen Verträgen auf kulturellem Gebiet stets nur einen "Beitrag" leisten darf, höchstens 50 % der Kosten. Das Programm Ariane wurde abgelöst durch das Programm Kultur 2000.